# Littlerock (film)
Pour les articles homonymes, voir Littlerock.
Pour plus de détails, voir Fiche technique et Distribution.
Littlerock est un film américain réalisé par Mike Ott et sorti en 2010. C'est son deuxième film en tant que réalisateur. Il a été projeté au festival international du film de San Francisco ainsi que dans plus de 40 festivals où il a remporté plusieurs prix, avant de sortir en salles en 2011.

## Synopsis
Deux japonais, frère et sœur, touristes en Amérique, se retrouvent bloqués dans la ville rurale de Littlerock en Californie. Le frère reprend le voyage, mais la sœur, qui ne parle pas anglais, reste pendant un certain temps dans la ville, intéressée par les habitants et flattée par l'intérêt qu'ils ont pour elle.

## Fiche technique
- Titre : Littlerock
- Réalisation : Mike Ott
- Scénario : Mike Ott, Atsuko Okatsuka et Carl Bird McLaughlin
- Musique : Amiina et Derek Fudesco
- Photographie : Carl Bird McLaughlin
- Montage : David Nordstrom
- Production : Sierra Leoni, Laura Ragsdale et Frederick Thornton
- Société de production : Small Form Films
- Société de distribution : Variance Films (États-Unis)
- Pays :  États-Unis
- Lieu de tournage : Littlerock (Californie)
- Genre : Drame
- Durée : 83 minutes
- Dates de sorties : 
  - États-Unis : 23 avril 2010 : festival international du film de San Francisco
  - États-Unis : 12 août 2011

## Distribution
- Atsuko Okatsuka : Atsuko Sakamoto
- Cory Zacharia : Cory Lawler
- Rintaro Sawamoto : Rintaro Sakamoto
- Roberto 'Sanz' Sanchez : Francisco Fumero
- Ryan Dillon : Brody
- Matthew Fling : Garbo
- Ivy Khan : Tammy
- Lee Lynch : Gene
- Kathleen Maressa : Guitar Girl
- Markiss McFadden : Marques Wright
- Sean Neff : Sean Tippy
- David Nordstrom : Troy Mairs
- Sarah Tadayon : Sarah
- Brett L. Tinnes : Jordan

## Distinctions
- AFI Fest : Best Feature Film
- Gotham Awards : Best Film Not Playing at a Theater Near You
- 26e Independent Spirit Awards : Someone to Watch Award - Mike Ott
- Festival international du film de Reykjavik : Prix du public
- Festival indépendant du film de Boston : Grand prix du jury
- Chlotrudis Award du Buried Treasure